# 张量积
在数学中，张量积，记为 {\displaystyle \otimes }，可以应用于不同的上下文中如向量、矩阵、张量、向量空间、代数、拓扑向量空间和模。在各种情况下这个符号的意义是同样的:最一般的双线性运算。在某些上下文中也叫做外积。

## 向量空间张量积的定义与构造
两个向量空间 V 和 W 间的张量积是指一个向量空间，通常记作 {\displaystyle V\otimes W} ，这个新向量空间可确定到至多相差一个同构。 
有多种等价的方式来定义向量空间的张量积，其中大多数都是在显式地定义那个将被称作张量积 {\displaystyle V\otimes W} 的向量空间，而对等价性的证明可从该向量空间的基本性质中直接得出。张量积也可以通过泛性质定义，参见下文的 张量积 § 泛性质  一节。 

### 利用基来构造
设 V 和 W 是域 F 上的两个向量空间，其上分别有基 {\displaystyle B_{V}} 和 {\displaystyle B_{W}} 。一种定义张量积的方式是，把 V 与 W 的张量积 {\displaystyle V\otimes W} 构造成一个以 {\displaystyle \{u\otimes v|u\in B_{V},v\in B_{W}\}} 为一组基的向量空间。下面的小节会具体介绍如何构造出这样的向量空间，实际使用的是自由向量空间的一种通俗表述。
此种张量积定义的一个局限在于，如此定义的张量积依赖于所选择的基，变更基的选择将带来一个不同的张量积空间。不过，用某一组基展开另一组基的做法定义了这两种张量积空间之间的典范同构。而且这种定义不能推广到环上的模的张量积。

#### 用基的笛卡尔积生成
具体构造这种向量空间的方法之一是： 考虑从两组基之笛卡尔积 {\displaystyle B_{V}\times B_{W}} 到 F 上的、且只在有限个点处取非零值的函数，逐点地定义这些函数的加法与数乘如下：对于任意两个这样的函数 {\displaystyle f,g} ，以及任意的 {\displaystyle v\in B_{V},w\in B_{W},s\in F}，{\displaystyle {\begin{aligned}(f+g)(v,w):=&f(v,w)+g(v,w),\\(sf)(v,w):=&sf(v,w).\end{aligned}}}容易验证如此定义的运算满足向量空间公理。于是就定义 {\displaystyle V\otimes W} 为这些函数所构成的向量空间。
其中，将 {\displaystyle (v,w)} 映为 1 、且将 {\displaystyle B_{V}\times B_{W}} 中其他元素映为 0 的函数记作 {\displaystyle v\otimes w} 。于是集合 {\displaystyle \{v\otimes w\mid v\in B_{V},w\in B_{W}\}} 直接就构成了 {\displaystyle V\otimes W} 的一组基，称为基 {\displaystyle B_{V}} 与 {\displaystyle B_{W}} 的张量积。

#### 用向量空间的笛卡尔积生成
另一构造方式是，将 {\displaystyle V\otimes W} 定义为两个向量空间之笛卡尔积 {\displaystyle V\times W} 上的、且在 {\displaystyle B_{V}\times B_{W}} 中仅有有限个点上的值非零的雙線性形式所构成的集合。具体来说：给定 {\displaystyle (x,y)\in V\times W} 与双线性形式 {\displaystyle B:V\times W\to F} ，可在基 {\displaystyle B_{V}} 与 {\displaystyle B_{W}} 中展开 {\displaystyle x} 与 {\displaystyle y}  为{\displaystyle x=\sum _{v\in B_{V}}x_{v}\,v,\quad y=\sum _{w\in B_{W}}y_{w}\,w,}其中只有有限个 {\displaystyle x_{v}} 、{\displaystyle y_{w}} 非零。根据 {\displaystyle B} 的双线性可知{\displaystyle B(x,y)=\sum _{v\in B_{V}}\sum _{w\in B_{W}}x_{v}y_{w}\,B(v,w)}由此可见 {\displaystyle B} 在任一 {\displaystyle (x,y)\in V\times W} 上的值都完全由它在 {\displaystyle B_{V}\times B_{W}} 上的值完全确定了。而现在要使 {\displaystyle v\otimes w} 成为这些 {\displaystyle B} 中的一个，它在 {\displaystyle B_{V}\times B_{W}} 上的定义和之前一样，所以现在只需将定义线性扩张到整个 {\displaystyle V\times W\to F} 上：{\displaystyle (v\otimes w)(x,y):=\sum _{v'\in B_{V}}\sum _{w'\in B_{W}}x_{v'}y_{w'}\,(v\otimes w)(v',w')=x_{v}\,y_{w}.}自此，可将任一双线性形式 {\displaystyle B} 表示为一个 {\displaystyle v\otimes w} 的（可能无穷的）线性组合：{\displaystyle B=\sum _{v\in B_{V}}\sum _{w\in B_{W}}B(v,w)(v\otimes w),}这看上去就像 {\displaystyle {\text{Hom}}(V,W;F)} 作为向量空间的绍德尔基一样。而为使其正确地成为一个哈默尔基，只需增加一个条件，我们转而考虑在 {\displaystyle B_{V}\times B_{W}} 中只在有限个元素上非零的 {\displaystyle B} ，这些更为特殊的映射构成一个子空间，将这个子空间作为 {\displaystyle V\otimes W} 即可。

#### 向量的张量积
在这两种构造中，两个向量的张量积都可通过在基上展开来定义。具体来说，如前文一样地取 {\displaystyle x\in V} 和 {\displaystyle y\in W} 的基展开：{\displaystyle {\begin{aligned}x\otimes y&={\biggl (}\sum _{v\in B_{V}}x_{v}\,v{\biggr )}\otimes {\biggl (}\sum _{w\in B_{W}}y_{w}\,w{\biggr )}\\[5mu]&=\sum _{v\in B_{V}}\sum _{w\in B_{W}}x_{v}y_{w}\,v\otimes w.\end{aligned}}}从前面用双线性给出的 {\displaystyle B(x,y)} 在基下的展开看来，这个定义是非常直接的。也很容易验证映射 {\displaystyle {\otimes }:(x,y)\mapsto x\otimes y} 是 {\displaystyle V\times W} 到 {\displaystyle V\otimes W} 的一个满足张量积泛性质（见下文）的双线性映射。 
若将坐标向量排成矩阵，所得到的就是 {\displaystyle x} 和 {\displaystyle y} 之坐标向量的外积。因此，张量积是外积的一种推广，而前者抽象掉了对坐标向量的依赖。 

### 作为一个商空间
一种不依赖于基选取的张量积构造方式如下。
设 V,W 是域 F 上的两个向量空间，为定义它们的张量积空间，首先需要找一个以笛卡儿积 {\displaystyle V\times W} 为基的向量空间 L 。为此可考虑 {\displaystyle V\times W\to F} 且仅在有限点处非零的函数的集合，同样逐点地定义运算使其成为向量空间。其中在 {\displaystyle (v,w)} 上取值 1 否则取值 0 的函数在下面将简单记作 {\displaystyle (v,w)} （虽然略显濫用符號）。
令 R 为一个由张量积所必须满足的关系张成的 L 的子空间。具体来说， R 由具有以下形式之一的元素张成：{\displaystyle {\begin{aligned}(v_{1}+v_{2},w)&-(v_{1},w)-(v_{2},w),\\(v,w_{1}+w_{2})&-(v,w_{1})-(v,w_{2}),\\(sv,w)&-s(v,w),\\(v,sw)&-s(v,w),\end{aligned}}}其中 {\displaystyle v,v_{1},v_{2}\in V}, {\displaystyle w,w_{1},w_{2}\in W}, {\displaystyle s\in F} 。
而张量积就定义为商空间 {\displaystyle L/R} ，而 {\displaystyle (v,w)} 在这个商中的像就记作 {\displaystyle v\otimes w} 。根据商空间的定义，张量积自然就满足以下性质：{\displaystyle {\begin{aligned}(v_{1}+v_{2})\otimes w&=(v_{1}\otimes w)+(v_{2}\otimes w),\\v\otimes (w_{1}+w_{2})&=(v\otimes w_{1})+(v\otimes w_{2}),\\(sv)\otimes w&=s(v\otimes w),\\v\otimes (sw)&=s(v\otimes w),\end{aligned}}}因为在被映射到商空间中之前，上式等号两端的原像（将上式中的张量积换成笛卡尔积）只差一个 R 中元素，所以等号两端的原像位于同一等价类中，因而被商映射映为同一元素，即张量积相等。
容易证明，如此构造而来的张量积满足下一节中的泛性质。（一种非常相似的构造可用于定义模的张量积。）

### 泛性质
本节将刻画张量积所满足的泛性质。满足任一泛性质的两个对象间将由唯一一个同构联系。显然，这种定义方式是非构造性的，而前文的张量积构造都可看作对由泛性质定义的张量积的存在性的证明。

张量积的泛性质：若 h 是双线性的，则有唯一一个线性映射 使此图交换（即，使得 ）。

张量积的任何性质都可从泛性质中导出。而在运用张量积的实践中，我们可以完全忘掉用于证明它存在性所用的构造法。
两个向量空间之张量积的「泛性质定义」如下： 
向量空间 V 与 W 的张量积是一个记作 {\displaystyle V\otimes W} 的向量空间，其配备了一个双线性映射 {\displaystyle {\otimes }:V\times W\to V\otimes W:(v,w)\mapsto v\otimes w} ，这个映射须满足：对任意双线性映射 {\displaystyle h:V\times W\to Z} ，有一个唯一的线性映射 {\displaystyle {\tilde {h}}:V\otimes W\to Z} 使得 {\displaystyle h={\tilde {h}}\circ {\otimes }} 。也就是说 {\displaystyle h(v,w)={\tilde {h}}(v\otimes w)} 对任意 {\displaystyle v\in V} 和 {\displaystyle w\in W} 成立。

### 线性无缘
类似上面的泛性质，下面的刻画也可用于确定一个给定的向量空间和双线性映射是否形成了一个张量积。
定理 — 设 {\displaystyle X,Y,Z} 是复向量空间，而 {\displaystyle T:X\times Y\to Z} 是一双线性映射。那么，{\displaystyle (Z,T)} 是 {\displaystyle X,Y} 之张量积的充要条件是：{\displaystyle T} 的像张成了整个 {\displaystyle Z} （即 {\displaystyle \operatorname {span} \;T(X\times Y)=Z} ）；且 {\displaystyle X,Y} 是 T-线性无缘的。
{\displaystyle X,Y} 的T-线性无缘性质是说对于任意正整数 {\displaystyle n} 和元素 {\displaystyle x_{1},\ldots ,x_{n}\in X}, {\displaystyle y_{1},\ldots ,y_{n}\in Y} 满足
1. {\displaystyle \sum _{i=1}^{n}T\left(x_{i},y_{i}\right)=0},
2. 若 {\displaystyle x_{1},\ldots ,x_{n}} 线性无关则 {\displaystyle y_{i}} 全为 0,
3. 若 {\displaystyle y_{1},\ldots ,y_{n}} 线性无关则 {\displaystyle x_{i}} 全为 0.

等价地说， {\displaystyle X,Y} 是 {\displaystyle T}-线性无缘的，当且仅当对于 {\displaystyle X} 中的任一线性无关序列 {\displaystyle x_{1},\ldots ,x_{m}} 和 {\displaystyle Y} 中的任一线性序列 {\displaystyle y_{1},\ldots ,y_{n}} ，都有 {\displaystyle \left\{T\left(x_{i},y_{j}\right):1\leq i\leq m,1\leq j\leq n\right\}} 线性无关。

#### 例子
作为例子，考虑 {\displaystyle X=\mathbb {C} ^{m}} 和 {\displaystyle Y=\mathbb {C} ^{n}} （其中 {\displaystyle m}, {\displaystyle n} 是正整数），可设 {\displaystyle Z=\mathbb {C} ^{mn}} 并定义双线性映射 {\displaystyle T:\mathbb {C} ^{m}\times \mathbb {C} ^{n}\to \mathbb {C} ^{mn}} 如下{\displaystyle (x,y)=((x_{1},\ldots ,x_{m}),(y_{1},\ldots ,y_{n}))\mapsto (x_{i}y_{j})_{\stackrel {i=1,\ldots ,m}{j=1,\ldots ,n}}}来构成 {\displaystyle X} 与 {\displaystyle Y} 的张量积。 映射 {\displaystyle T} 通常记作 {\displaystyle \,\otimes \,} ，即 {\displaystyle x\otimes y=T(x,y)} 。
作为另一个例子，考虑集 {\displaystyle S} 上的全体复值函数通过逐点运算定义而来的向量空间 {\displaystyle \mathbb {C} ^{S}} 。设 {\displaystyle S}, {\displaystyle T} 为任意的集合，而 {\displaystyle f\in \mathbb {C} ^{S}}, {\displaystyle g\in \mathbb {C} ^{T}} ，用 {\displaystyle f\otimes g\in \mathbb {C} ^{S\times T}} 表示由 {\displaystyle (s,t)\mapsto f(s)g(t)} 所定义的函数。
设 {\displaystyle X\subseteq \mathbb {C} ^{S}} 和 {\displaystyle Y\subseteq \mathbb {C} ^{T}} ，那么它们和 {\displaystyle Z:=\operatorname {span} \left\{f\otimes g:f\in X,g\in Y\right\}} 都是向量空间 {\displaystyle \mathbb {C} ^{S\times T}} 的子空间，后者配备 {\textstyle X\times Y\to Z:(f,g)\mapsto f\otimes g} 后就形成了 {\displaystyle X} 和 {\displaystyle Y} 的张量积。

## 向量空间张量积的性质
零在 {\displaystyle V\otimes W} 中。
结果的张量积 {\displaystyle V\otimes W} 自身是向量空间，它可以直接通过向量空间公理来验证。分别给定 V 和 W 基 {\displaystyle \{v_{i}\}} 和 {\displaystyle \{w_{i}\}}，形如 {\displaystyle v_{i}\otimes w_{j}}
的张量形成 {\displaystyle V\otimes W} 的基。张量积的维数因此是最初空间维数的积；例如 {\displaystyle \mathbb {R} ^{m}\otimes \mathbb {R} ^{n}} 有维数 {\displaystyle mn}。

## 两个张量的张量积
有两个（或更多）张量积的分量的一般公式。例如，如果 U 和 V 是秩分别为 n 和 m 的两个协变张量，则它们的张量积的分量给出为
{\displaystyle (V\otimes U)_{i_{1}i_{2}\dots i_{m+n}}=V_{i_{1}i_{2}i_{3}\dots i_{n}}U_{i_{n+1}i_{n+2}\dots i_{n+m}}}。
所以两个张量的张量积的分量是每个张量的分量的普通积。
注意在张量积中，因子 V 消耗前 rank(V) 個指标，而因子 U 再消耗 rank(U) 個指标，所以
{\displaystyle \mathrm {rank} (V\otimes U)=\mathrm {rank} (V)+\mathrm {rank} (U)}

### 例子
设 U 是类型 (1,1) 的张量，带有分量 Uαβ；并设 V 是类型 (1,0) 的张量，带有分量 Vγ。则
{\displaystyle U^{\alpha }{}_{\beta }V^{\gamma }=(U\otimes V)^{\alpha }{}_{\beta }{}^{\gamma }}
而
{\displaystyle V^{\mu }U^{\nu }{}_{\sigma }=(V\otimes U)^{\mu \nu }{}_{\sigma }}。
张量积继承它的因子的所有指标。

## 两个矩阵的克罗内克积
对于矩阵这个运算通常叫做克罗内克积，用来明确结果有特定块结构在其上，其中第一个矩阵的每个元素被替代为这个元素与第二个矩阵的积。对于矩阵 {\displaystyle U} 和 {\displaystyle V}:
{\displaystyle U\otimes V={\begin{bmatrix}u_{11}V&u_{12}V&\cdots \\u_{21}V&u_{22}V\\\vdots &&\ddots \end{bmatrix}}={\begin{bmatrix}u_{11}v_{11}&u_{11}v_{12}&\cdots &u_{12}v_{11}&u_{12}v_{12}&\cdots \\u_{11}v_{21}&u_{11}v_{22}&&u_{12}v_{21}&u_{12}v_{22}\\\vdots &&\ddots \\u_{21}v_{11}&u_{21}v_{12}\\u_{21}v_{21}&u_{21}v_{22}\\\vdots \end{bmatrix}}}。

## 多重线性映射的张量积
给定多重线性映射 {\displaystyle f(x_{1},\dots ,x_{k})} 和 {\displaystyle g(x_{1},\dots ,x_{m})}
它们的张量积是多重线性函数
{\displaystyle (f\otimes g)(x_{1},\dots ,x_{k+m})=f(x_{1},\dots ,x_{k})g(x_{k+1},\dots ,x_{k+m})}

## 希尔伯特空间的张量积
两个希尔伯特空间的张量积是另一个希尔伯特空间，其定义如下。

### 定义
设 {\displaystyle H_{1}} 和 {\displaystyle H_{2}} 是两个希尔伯特空间，分别带有内积 {\displaystyle \langle \cdot ,\cdot \rangle _{1}} 和 {\displaystyle \langle \cdot ,\cdot \rangle _{2}}。构造 H1 和H2 的张量积{\displaystyle H_{1}{\hat {\otimes }}H_{2}}如下：
考虑他们的作为线性空间的张量积{\displaystyle H=H_{1}\otimes H_{2}}。{\displaystyle H_{1}} 和 {\displaystyle H_{2}}上的内积自然地扩展到{\displaystyle H}上：
由内积的双线性（Bilinearity），只需定义
{\displaystyle \langle \phi _{1}\otimes \phi _{2},\psi _{1}\otimes \psi _{2}\rangle =\langle \phi _{1},\psi _{1}\rangle _{1}\cdot \langle \phi _{2},\psi _{2}\rangle _{2}}
其中 {\displaystyle \phi _{1},\psi _{1}\in H_{1}} 和 {\displaystyle \phi _{2},\psi _{2}\in H_{2}}
即可。
现在{\displaystyle H}是一未必完备的内积空间。将{\displaystyle H}完备化，得到希尔伯特空间{\displaystyle H_{1}{\hat {\otimes }}H_{2}}，这就是 H1 和 H2作为希尔伯特空间的张量积。在希尔伯特空间的范畴中，{\displaystyle H_{1}{\hat {\otimes }}H_{2}}具有如前所述的泛性质，即它是二者在该范畴内的乘积。

### 性质
如果 H1 和 H2 分别有正交基 {φk} 和 {ψl}，则 {φk ⊗ ψl} 是 H1 ⊗ H2 的正交基。

## 与对偶空间的关系
在泛性质的讨论中，替代 X 为 V 和 W 的底层标量域生成空间 {\displaystyle (V\otimes W)^{\star }}（{\displaystyle V\otimes W} 的对偶空间，包含在那个空间上的所有线性泛函），它自然的同一于在 {\displaystyle V\times W} 上所有双线性函数的空间。换句或说，所有双线性泛函是在张量积上的泛函，反之亦然。
只要 {\displaystyle V} 和 {\displaystyle W} 是有限维的，在 {\displaystyle V^{\star }\otimes W^{\star }} 和 {\displaystyle (V\otimes W)^{\star }} 之间有一个自然的同构，而对于任意维的向量空间我们只有一个包含 {\displaystyle V^{\star }\otimes W^{\star }\subset (V\otimes W)^{\star }}。所以线性泛函的张量是双线性泛函。这给我们一种新看法，把双线性泛函看做张量积自身。